# Kurt Rehfeld
Kurt Rehfeld (Aufhausen, 14 januari 1920 – Creglingen, 15 december 2011) is een Duits componist en dirigent.

## Levensloop
Rehfeld studeerde muziektheorie, compositie en orkestdirectie aan de Staatliche Hochschule für Musik und Darstellende Kunst Stuttgart. Sindsdien is hij componist en werkte voor verschillende omroepstations in het zuiden van Duitsland, vooral voor de voormalige Süddeutscher Rundfunk (SDR) in Stuttgart. Met zijn eigen orkest verzorgde hij optredens en langspeelplaten- en cd-opnames. Bij het toenmalige "Radio Symfonieorkest Stuttgart" was hij dirigent.
Als componist schreef hij filmmuziek en vele werken voor kamermuziek en harmonieorkest.

## Composities

### Werken voor harmonieorkest
- 1978: Augsburger Tafel-Confect, suite naar melodieën van Valentin Rathgeber (1682-1750)
- 1978: Elefanten-Ballett, voor tuba solo en harmonieorkest
- 1978: Launische Tuba, voor tuba solo en harmonieorkest
- 1979: Morgenständchen
- 1979: Schwäbischer Kehraus
- 1980: Rothenburger Impressionen, suite
- 1980: Vier ländliche Idyllen
- 1981: Ländliche Musik für Blasorchester
- 1984: Schwarzwald-Rhapsodie
- 1984: Treffpunkt Südwest, mars
- 1985: Launische Trompete, voor trompet en harmonieorkest
- 1985: Preludio Piccolo
- 1986: Festtag in der Toskana - Introduktion und Tarantella
- 1986: Glocken-Polka
- 1986: Glocken-Walzer
- 1986: Pastorale
- Band Meeting, mars
- Bodensee Ouvertüre
- Drei Schwarzwälder Tänze
- Festlicher Beginn
- Frölich in den Tag, mars
- Hohenloher Tänze
- Kleine Alpenfantasie
- Klingendes Schwabenland
- Kurz vor Torschluss
- Rhapsodie über Stephen-Foster-Melodien
- Tänze aus Österreich

### Werken voor koren
- Auf de schwäb'sche Eisebahne, voor kinderkoor
- Muss i denn..., voor kinderkoor
- Nimm die Stunden wie sie kommen, voor mannenkoor

### Kamermuziek
- Engadin-Suite, voor blazerskwintet
- Heitere Bläsermusik, voor blazerskwintet
- Pastorale und Scherzo, voor blazerskwintet

### Filmmuziek
- 1959: Night of the Ghouls
- 1961: Password, televisieserie
- 1968: Chronik der Familie Nägele, televisieserie